# Flucloxacillin
Flucloxacillin er et smalspektret β-lactam antibiotikum i penicillingruppen.
Flucloxacillin markedsføres i Danmark under navnet Heracillin®, der kun findes som tabletter. 
Flucloxacillin ligner dicloxacillin meget, det har blot et fluoratom i stedet for et chloratom. Disse to stoffer har derfor samme indikation.
Det er cirka ti gange mindre potent end benzylpenicillin og er derfor kun indiceret ved infektioner med penicillinaseproducerende stafylokokker, som ellers er resistente overfor andre penicilliner.